# Štětínská univerzita
Štětínská univerzita (latinsky Universitas Stettinensis, polsky Uniwersytet Szczeciński, zkracováno US) je univerzitní polská vysoká škola, která byla založena roku 1985 sloučením fakulty strojní–ekonomické dopravy Štětínské technické univerzity a Pedagogické vysoké školy ve Štětíně. Univerzita je umístěna v Západopomořanském vojvodství Polska se sídlem ve Štětíně. Současným rektorem je profesor Edward Włodarczyk. V roce 2018 na univerzitě studovalo 14 000 studentů.
Univerzita spolupracuje v rámci programu Erasmus+ s českými vysokými školami: Ostravskou univerzitou, Univerzitou Palackého v Olomouci a Masarykovou univerzitou.

## Historie
Vzniku univerzity předcházely dvě starší vysokoškolské instituce – Pedagogická vysoká škola ve Štětíně a fakulta strojní–ekonomické dopravy Štětínské technické univerzity.
Štětínská univerzita skládá se z 7 fakult: Ekonomie, financí a managementu, Exaktních a přírodních věd, Humanitních studií, Tělesné kultury a zdraví, Práva a administrace, Sociálních věd, Teologické.

## Organizační struktura

### Fakulty

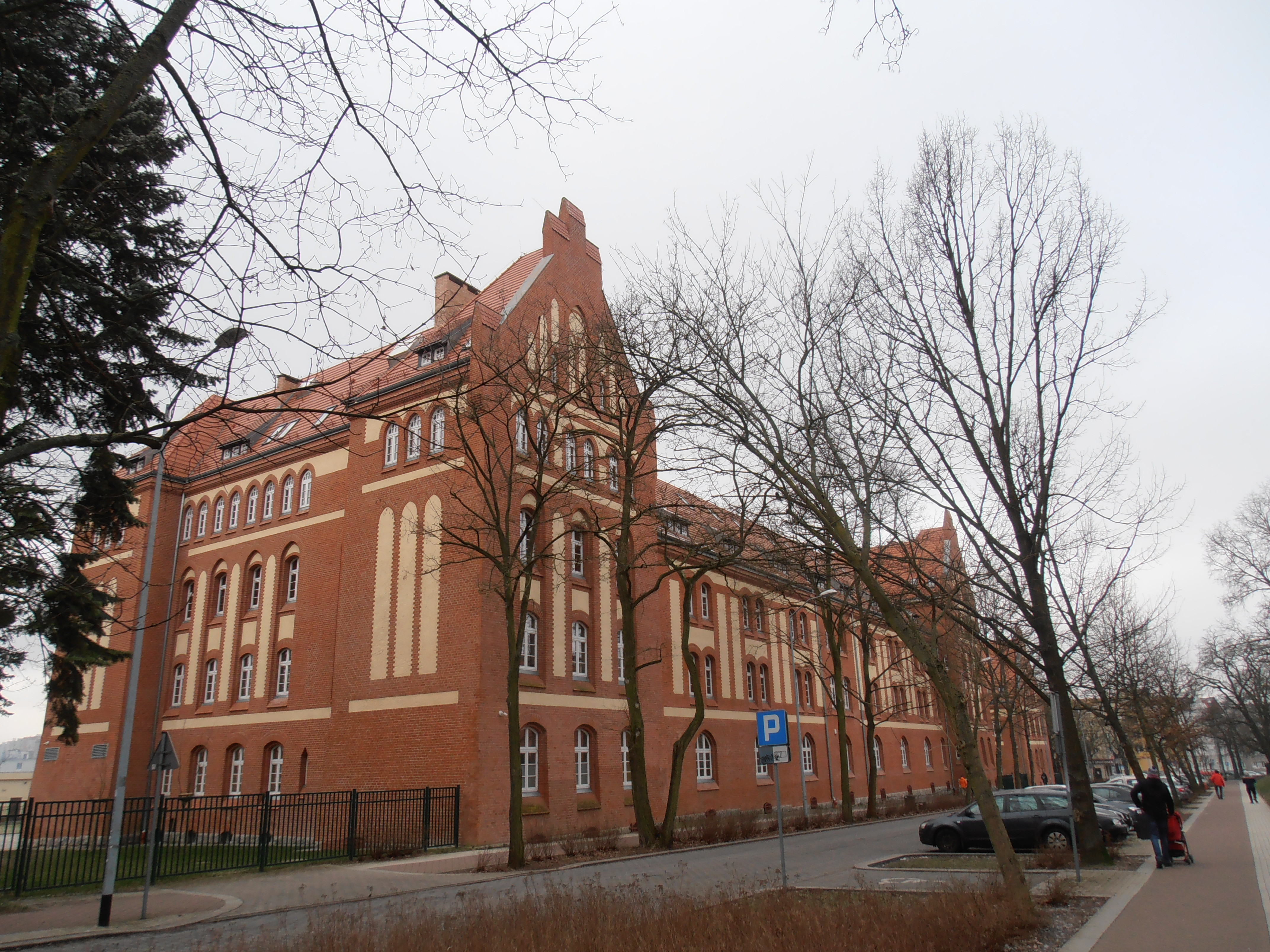
Fakulta humanitních studií

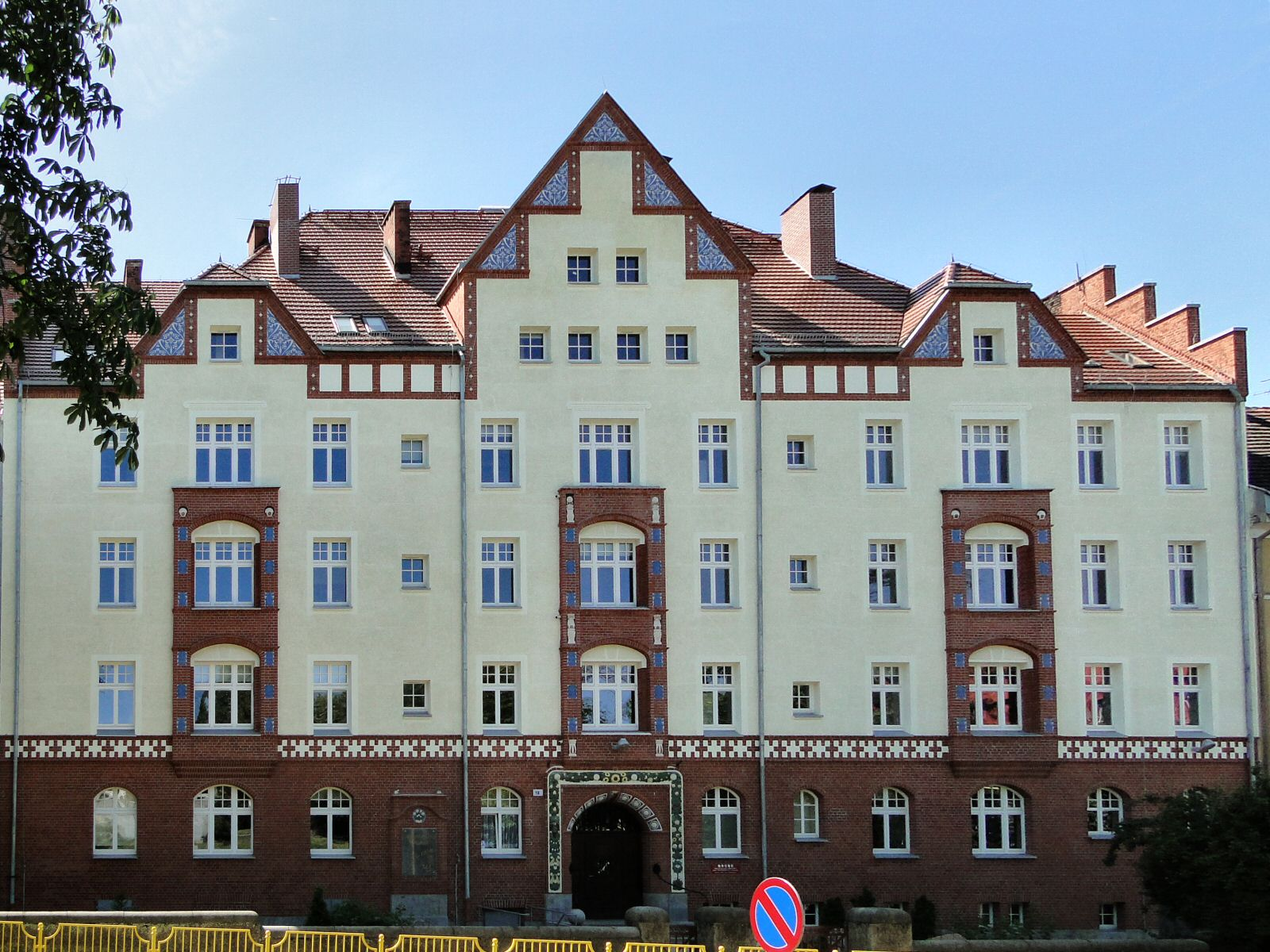
Fakulta exaktních a přírodních věd

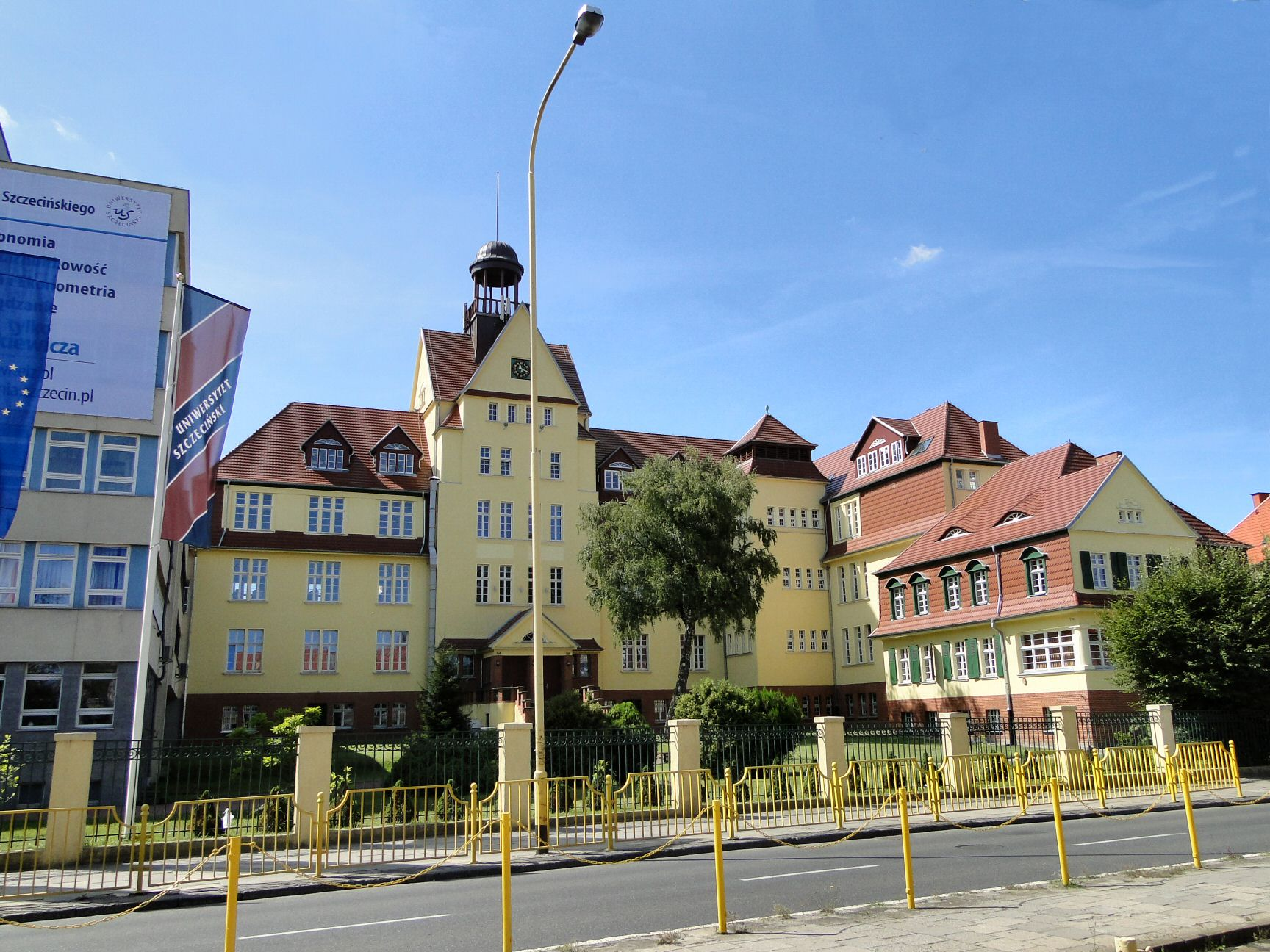
Fakulta ekonomie, financí a managementu

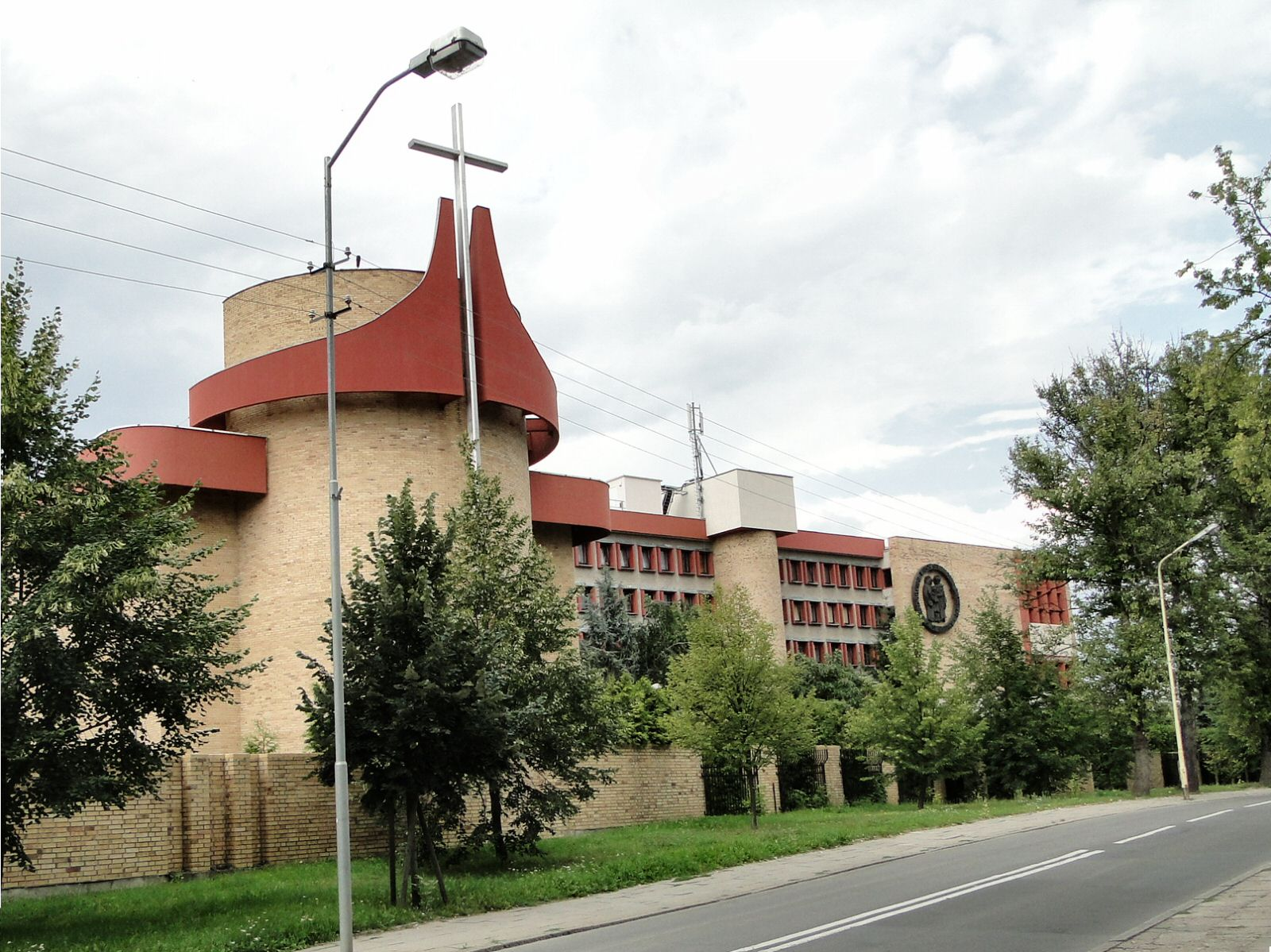
Teologická fakulta

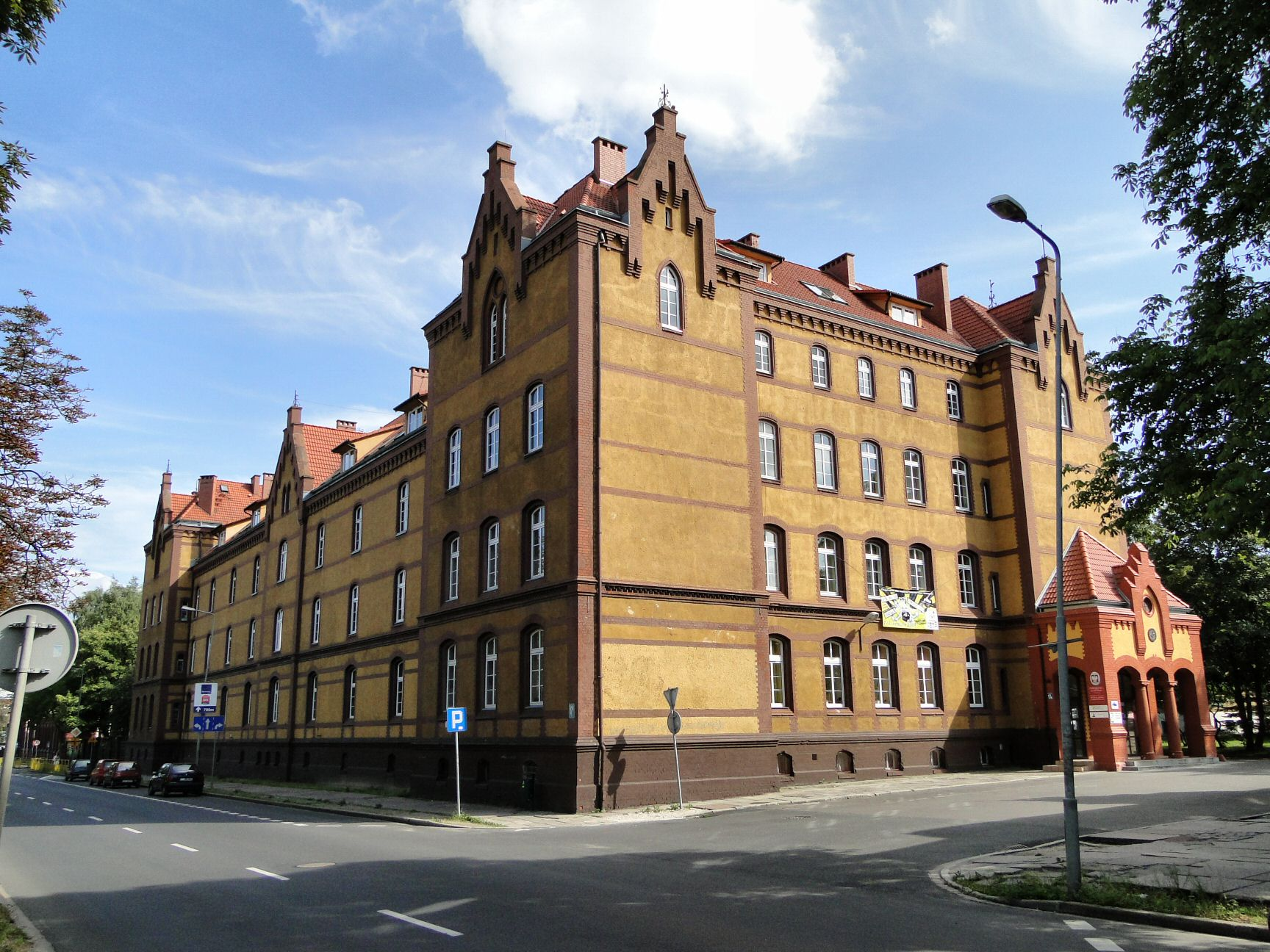
Fakulta práva a administrace

Od 1. října 2019 US tvoří 7 fakult:
- Ekonomie, financí a managementu
- Exaktních a přírodních věd
- Humanitních studií
- Tělesné kultury a zdraví
- Práva a administrace
- Sociálních věd
- Teologická

### Účelová pracoviště a zařízení
- Akademický obchodní inkubátor
- Akademická unie sportovní
- Akademický úřad kariér
- Akademické centrum jazykového vzdělávání
- Archiv
- Hlavní knihovna
- Kulturní zóna studentů
- Univerzitní vzdělávací centrum
- Vědecké vydavatelství

## Rektoři
- 1985–1989: Kazimierz Jaskot
- 1989–1993: Tadeusz Wierzbicki
- 1993–1999: Hubert Bronk
- 1999–2005: Zdzisław Chmielewski
- 2005–2012: Waldemar Tarczyński
- 2012–2020: Edward Włodarczyk
- 2005–dosud: Waldemar Tarczyński